# Dore Schary
Isadore "Dore" Schary (Newark, 31 de agosto de 1905 - Nova Iorque, 7 de julho de 1980) foi um dramaturgo, cineasta e produtor cinematográfico estadunidense. Ele se tornou chefe de produção da Metro-Goldwyn-Mayer e, eventualmente, presidente do estúdio durante a década de 1950.

## Carreira
A MGM o promoveu como produtor de sua unidade de filmes B. Ele começou com Cumpre o Teu Dever (1942), baseado na própria história de Schary, que se tornou um sucesso. Um Assassino de Luvas (1942), de Fred Zinnemann, também foi lucrativo.
Sublime Alvorada (1942) foi um grande sucesso, fazendo uma estrela de Margaret O'Brien. Bataan (1943) obteve um lucro superior a um milhão de dólares, e Lassie, a Força do Coração (1943), com Roddy McDowall e Elizabeth Taylor, teve um lucro de mais de dois milhões.
Em julho de 1948, Schary assinou para ser vice-presidente encarregado da produção de filmes do estúdio. A carreira de Schary na MGM teve um forte início quando O preço da glória (1949) provou ser o filme mais lucrativo da MGM naquele ano.

## Morte
Dore Schary morreu em 1980, aos 74 anos, e foi enterrado no Cemitério Hebraico, West Long Branch, em Nova Jersey.